# 氢氧化铕
氢氧化铕是一种无机化合物，化学式为Eu(OH)3。

## 化学性质
氢氧化铕可溶于酸，生成铕盐：
Eu(OH)3 + 3 H+ → Eu3+ + 3 H2O
氢氧化铕受热分解，先生成EuO(OH)，继续加热得到Eu2O3。